# Srebrny Kocioł

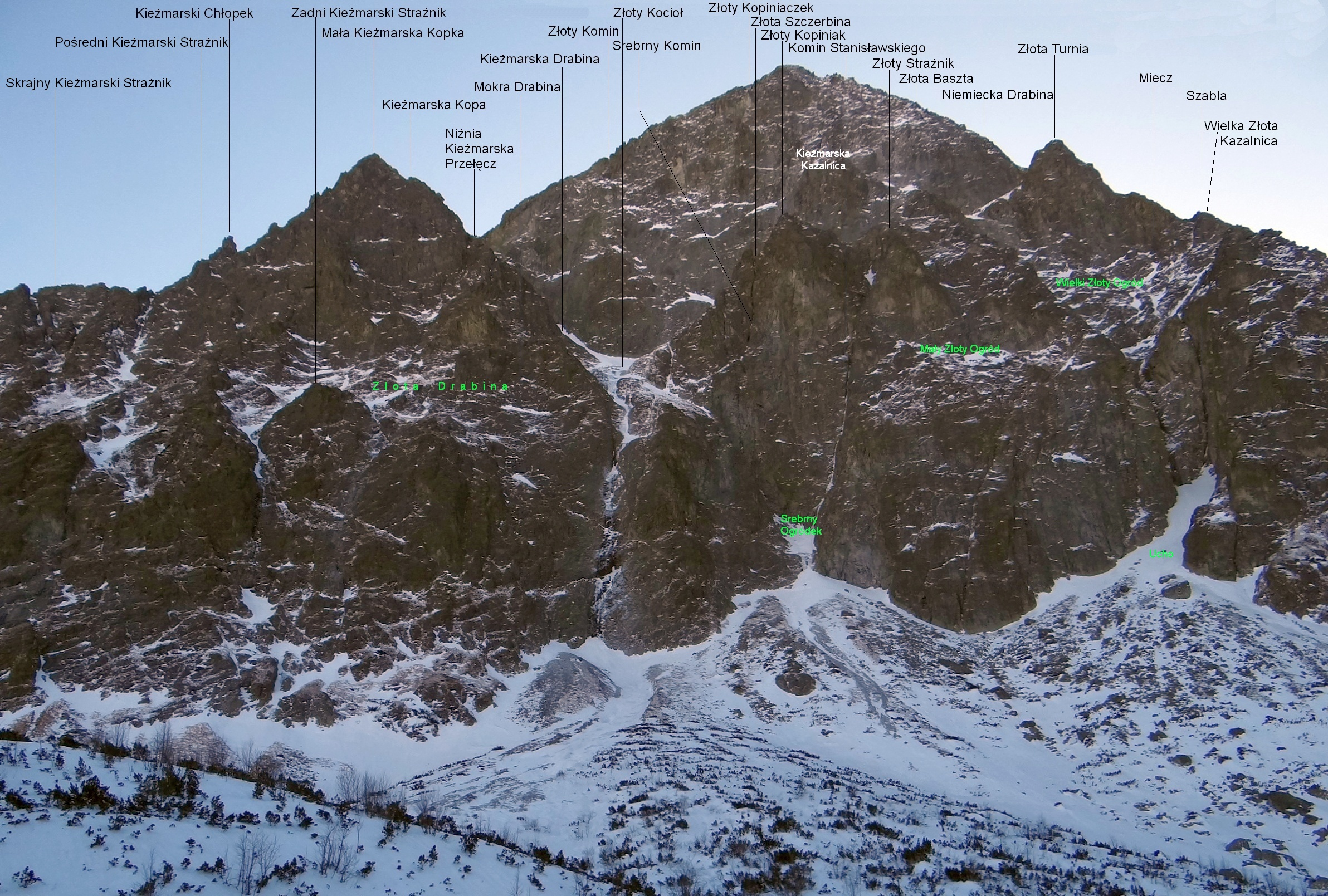

Srebrny Kocioł – niewielki kociołek na północnej ścianie Małego Kieżmarskiego Szczytu (Malý Kežmarský štít) w słowackich Tatrach Wysokich. Znajduje się w dolnej części tej ściany, poniżej Niemieckiej Drabiny, około 30 m poniżej przełączki w Złotym Murze (między Złotym Kopiniakiem i lewą granią Złotej Baszty). Z przełączki tej do Srebrnego Kotła bardzo stromo opada szeroki żleb. Ze Srebrnego Kotła bardzo stromo do Srebrnego Ogródka opada Komin Stanisławskiego.